# August Claus von Preen
August Claus von Preen, auch August Klaus von Preen geschrieben (* 14. November 1776; † 28. August 1821 bei Potrems), war badischer Kammerherr, Mitglied des Engeren Ausschusses Mecklenburg-Schwerins und Verantwortlicher für die Errichtung des Rostocker Blücherdenkmales.:94

## Jugend
August Claus (Klaus) wurde als Sohn des Gutsherrn und herzoglich-braunschweigischen Oberhofmeisters Klaus Joachim von Preen (1737–1816) und der Anna Sophie von der Lühe in die alte mecklenburgische Familie von Preen geboren. Wie später er selbst, war auch sein Vater Mitglied des Engeren Ausschusses. Von diesem erbte er das mecklenburgische Gut Dummerstorf. Seine Schulbildung erhielt er am renommierten Pädagogium in Halle und am Carolinum in Braunschweig. Nach dem Studium in Göttingen verbrachte er längere Zeit gemeinsam mit den Freunden Cuno von der Kettenburg (auf Schwetzin) und Friedrich von Dewitz (auf Cölpn) in Italien, vor allem in Rom, wo er philologische, juristische und Kunstkenntnisse erwarb.:94

## Wirken
Anlässlich der Vermählung des Herzogs Wilhelm von Braunschweig mit einer Prinzessin von Baden wurde er badischer Kammerherr. Seine Tätigkeit im Engeren Ausschuss nutzte er, das kostbare Kupferwerk über Ägypten von Denon für die großherzogliche Bibliothek, die heutige Landesbibliothek Mecklenburg-Vorpommern, zu erwerben.
Nachhaltige Bedeutung erlangte er aber, als er im Auftrag der mecklenburgischen Ritterschaft, zunächst gegen den Willen der Stadt Rostock, als Verantwortlicher für die Errichtung eines Blücherdenkmales in Rostock bestimmt wurde. Der anlässlich der Durchführung dieser Aufgabe mit Goethe geführte Briefwechsel, hat ihm ein – im Landeshauptarchiv Schwerin erhaltenes – literarisches Denkmal gesetzt.
Auch aufgrund dieses Briefwechsels wurde für die Ausarbeitung des Standbildes Johann Gottfried Schadow gewonnen.
Daneben war für seine Zeitgenossen der Abschluss der ritterschaftlichen Hypothekenordnung, die er im Zusammenwirken mit dem Bürgermeister Kütemeyer erreichte, von erheblicher Bedeutung, da sie Klarheit über die Priorität von Forderungen schaffte und eine Regelung ablöste, die zuvor „viel Not“ geschaffen hatte.:95
Er starb 1821 nahe Potrems an den Folgen eines Reitunfalles.